# 钝叶毛兰
钝叶毛兰（学名：Eria acervata）为兰科毛兰属下的一个种。

## 扩展阅读
- 維基物種上的相關：钝叶毛兰